# Frédérick Tristan
Frederick Tristan, nome completo Jean-Paul Frederick Baron Tristan (Sedan, 11 giugno 1931 – Dreux, 2 marzo 2022), è stato uno scrittore francese, vincitore nel 1983 del Prix Goncourt per l'opera Les Égarés.
Nel 2000 è stato premiato dalla Société des gens de lettres.
Massone, è stato Maestro venerabile della Loggia Villard de Honnecourt e Grande oratore della Gran Loggia nazionale francese.

## Opere
- Les Égarés
- Naissance d'un spectre
- Le Singe égal du ciel
- La Geste serpentine
- Balthasar Kober
- Stéphanie Phanistée
- Dieu
- l'Univers et Madame Berthe
- Les Obsèques prodigieuses d'Abraham Radjec
- Tao le haut voyage
- L'Énigme du Vatican
- Monsieur l'Enfant et le cercle des bavards
- Dernières nouvelles de l'Au-delà
- Le Chaudron chinois
- Christos, enquête sur l'impossible
- L'Infini singulier

### Poesie
- L'Ostiaque
- L'Anthrope, 1951-1953
- Passage de l'ombre
- Encres et écritures (trad. it.: Inchiostri e scritture, La Finestra Editrice, Lavis 2010 ISBN 978-88-95925-15-8)

### Saggi
- Les Premières Images chrétiennes: du symbole à l'icône
- Les Sociétés secrètes chinoises
- Le Monde à l'envers, l'Œil d'Hermès
- Anagramme du vide
- Don Juan le révolté